# Miquel Escuder i Castellà
Miquel Escuder i Castellà (Terrassa, 1835 - Barcelona, 1908) fou un industrial català, creador de la primera màquina de cosir de l'Estat.

## Biografia
Arribà a Barcelona de jove i entrà a treballar a La Maquinista Terrestre y Marítima, indústria especialitzada en l'execució
de grans encàrrecs per a les empreses navilieres i de ferrocarril. Després d'adquirir l'experiència i els coneixements necessaris i gràcies al seu esperit emprenedor s'animà a establir-se pel seu compte en el mateix barri de la Barceloneta, obrint un primer establiment el 1862 dedicat a la fabricació de màquines de cosir al carrer de Ginebra, i posteriorment amplià el negoci, en un nou local, amb la fabricació de motors de gas. En tots dos casos utilitzà models i tecnologia estrangera que podia vendre a més bon preu atès que els seus productes no havien de pagar drets d'importació. Pel que fa als motors de gas, aconseguí començar a fabricar-los a partir del 1879, malgrat la demanda d'una empresa alemanya que l'acusava de plagi. A banda d'aquests dos productes, la casa Escuder també executà una gran diversitat de màquines; dinamos,
ascensors, bicicletes, etc.
Escuder per crear la que seria la primera màquina de cosir de fabricació espanyola se serví també de tecnologia forana
i, seguint el model de la casa nord-americana Wheeler-Wilson, creà la seva Aurora el 1862, que tingué molt èxit en el mercat espanyol.
Escuder morí a Barcelona el 1908 i amb ell la fàbrica de cosir, que no continuaren els seus fills, als quals l'havia traspassat pocs anys abans. Es poden veure màquines d'escuder a la Sala Femenina del Museu Frederic Marès de Barcelona. També se li va dedicar el nom d'un carrer del barri de la Barceloneta.